# 11-я Радиальная улица
Оди́ннадцатая Радиа́льная у́лица (до 5 апреля 1965 года — у́лица Го́рького (Ле́нино), до 1960 года — у́лица Го́рького посёлка Ленино-Дачное) — улица, расположенная в Южном административном округе города Москвы на территории района Бирюлёво Восточное.

## История
Улица находится на территории бывшего посёлка Ленино-Дачное, где она называлась у́лица Го́рького в честь М. Горького (1868—1936). В 1960 году посёлок Ленино-Дачное вошёл в состав Москвы, улица была переименована в у́лицу Го́рького (Ле́нино), а 5 апреля 1965 года для устранения одноимённости с улицей Горького (ныне — Тверская улица) улица была переименована и получила современное название по своему радиальному положению относительно Спортивной улицы и проезда Кошкина.

## Расположение
11-я Радиальная улица проходит от Спортивной улицы на север до проезда Кошкина. Нумерация домов начинается от Спортивной улицы.

## Транспорт

### Автобус
По 11-й Радиальной улице маршруты наземного общественного транспорта не проходят. У южного конца улицы, на Спортивной улице, расположена остановка «Спортивная улица» автобусов м82, с854.

### Метро
- Станция метро «Царицыно» Замоскворецкой линии — севернее улицы, на пересечении Каспийской и Луганской улиц.

### Железнодорожный транспорт
- Станция «Царицыно» МЦД-2 — севернее улицы, на пересечении Каспийской и Луганская улиц.